# Madame Tussauds
Madame Tussauds er et voksmuseum i London, England.
Voksmuseet blev oprettet i 1835 da Marie Tussaud etablerede den første permanente udstilling i Baker Street. I 1884 flyttede udstillingen til Marylebone Road.
Voksfigurerne forestiller historiske og kongelige personer, filmstjerner, sportsstjerner og kendte mordere.
Voksmuseet er en del af det britisk ejede Merlin Entertainments.

## Afdelinger af Madame Tussaud

### Asia
- Beijing, Kina (2014)[1]
- Chongqing, Kina (2016)[2]
- Shanghai, Kina (2006)[3]
- Wuhan, Kina (2013)[4]
- Hong Kong (2000)[5]
- Delhi, Indien (2017-2023)[6][7]
- Tokyo, Japan (2013)[8]
- Singapore (2014)[9]
- Bangkok, Thailand (2010)[10]
- Dubai, United Arab Emirates (2021)[11]

### Europa
- Amsterdam, Holland (1970)[12]
- Berlin, Tyskland(2008)[13]
- Blackpool, Storbritannien (2011)[14]
- Budapest, Ungarn (2023)[15]
- Istanbul, Tyrkiet(2016)[16]
- London, Storbritannien (1835)[17]
- Prague, Tjekkiet (2019)[18]
- Vienna, Østrig (2011)[19]

### Nordamerika
- Hollywood, USA (2009)[20]
- Las Vegas, USA (1999)[21]
- Nashville, USA (2017)[22]
- New York City, USA (2000)[23]
- Orlando, USA (2015)[24]
- San Francisco, USA (2014)[25]
- Washington, D.C., USA (2007-2021)[26]

### Oceanien
- Sydney, Australien (2012)[27]

## Galleri
- 'Madame Tussaud' selv på 'Madame Tussauds waxworks i London
- Elizabeth II
- Nelson Mandela
- Mohandas Karamchand Gandhi
- Adolf Hitler
- Marilyn Monroe
- Sachin Ramesh Tendulkar
- Benny Hill
- Keira Knightley
- Lady Gaga
- Charlie Chaplin
- Angelina Jolie
- Ayrton Senna
- Pave Johannes Paul 2. og andre religiøse ledere
- Alfred Hitchcock
- Spiderman
- Prins Charles og Camilla
- The Beatles
- Jack Sparrow - Johnny Depp
- Kylie Minogue